# フレディのワイセツな関係
『フレディのワイセツな関係』（原題: Freddy Got Fingered）は、2001年のアメリカ映画。第22回ゴールデンラズベリー賞では5部門（最悪作品賞・最悪監督賞・最悪主演男優賞・最悪スクリーンカップル賞・最悪脚本賞）で受賞し、トム・グリーンが授賞式に駆けつけ、話題となった。日本では劇場未公開で、字幕版ビデオがレンタルされたのみ。その際パッケージに「2002年度ゴールデンラズベリー賞受賞!」と書かれていた。

## あらすじ
ゴード（トム・グリーン）はアニメーターになる夢を実現させるため、ハリウッドを訪れる。

## キャスト
- トム・グリーン
- リップ・トーン
- エディ・ケイ・トーマス
- マリサ・カフラン
- ハーランド・ウィリアムズ
- ドリュー・バリモア
- ジュリー・ハガティ
- アンソニー・マイケル・ホール
- ジャクソン・デイヴィス
- コナー・ウィドウズ